# 後光厳院本源氏物語系図
後光厳院本源氏物語系図（ごこうごんいんほんげんじものがたりけいず）は、古系図に分類される源氏物語系図の一つ。南北朝時代の北朝第4代天皇（在位：文和元年8月17日（1352年9月25日） - 応安4年3月23日（1371年4月9日））である後光厳天皇（暦応元年3月2日（1338年3月23日） - 応安7年1月29日（1374年3月12日））の宸筆とされているためにこの名称で呼ばれている。

## 概要
加賀藩前田家旧蔵・現尊経閣文庫所蔵である。本古系図の系譜部分に収録されている人物の数は、235人と多くの古系図の中でも最大級のものであり、この点から本系図を見ると最も加筆増補された末流にあると位置付けられる。その一方で人物呼称などについてみると、本系図で使用されている人物呼称は大部分が増補本系統の代表的な系図とされる為氏本古系図と同じであるが、浮舟を「故郷離るる姫君」と呼ぶなど為氏本よりは最も原初的形態を示すとされる九条家本系統に限って見られる呼称がしばしば見られるという複雑な性格をもっている。
なお、本系図がその奥書において、「藤原定家の整えたとされる系図を書写したものである」とされている点についてみると、池田亀鑑が混合本系統の代表的な古系図であるとした正嘉本古系図もその奥書において藤原定家の家に伝わる系図を重要視して複数の系図を校合して成立したとされていることから、両者の内容の違いが問題となるが、この両系図はさまざまな点において大きく異なっており、この両者の定家本に由来するとする奥書の記述がどの程度事実に基づくものであるのかが問題となる。

## 奥書の記述
本系図の奥書には、
「延文三年南呂五日以昭訓門女院御秘本書写之証
　　　　　　　　　　　　　　　　　　　前尾州刺史大江朝臣
本云
　元応第二暦十一月二日以定家卿自筆本所書写也
　　　　　　　　　　　　　　　　　　　権中納言藤原朝臣」
という、「元応2年11月2日（1320年12月2日）に藤原定家が作成した系図を権中納言である藤原朝臣（このときの権中納言である藤原朝臣が藤原定家の曾孫である藤原為藤（二条為藤）であると考えられる）が書写し、それをさらに延文3年8月5日（1358年9月8日）に前尾州刺史大江朝臣なる人物が書写した」との記述があるが、本書を伝えてきた前田家ではこの「大江朝臣」が後光厳天皇の仮称であるとして、奉書にもともと「筆写不知」と記されていたものを、線で消して「後光厳院宸筆」と記している。

## 記載されている人物の数
本古系図の系譜部分に収録されている人物の数は235人である。この系譜部分に収録されている人物の数を様々な古系図について調べ、人数順に並べてみると以下のようになる。
| 名称                     | 収録されている人数 | 備考                                                                   |
| ------------------------ | ------------------ | ---------------------------------------------------------------------- |
| 九条家本古系図           | 117人              | 但し欠損部分を近い系統の古系図で補うと133人から134人であると考えられる |
| 秋香台本古系図           | 133人              |                                                                        |
| 帝塚山短期大学蔵本古系図 | 133人              |                                                                        |
| 吉川本古系図             | 137人              |                                                                        |
| 為定本古系図             | 141人              |                                                                        |
| 国文研本古系図           | 163人              |                                                                        |
| 日本大学蔵本古系図       | 174人              |                                                                        |
| 為氏本古系図             | 177人              |                                                                        |
| 東京大学蔵本古系図       | 178人              |                                                                        |
| 実秋本古系図             | 179人              |                                                                        |
| 安養尼本古系図           | 189人              |                                                                        |
| 天文本古系図             | 187人              |                                                                        |
| 源氏物語巨細             | 189人              |                                                                        |
| 鶴見大学本古系図         | 189人              |                                                                        |
| 神宮文庫蔵本古系図       | 191人              |                                                                        |
| 正嘉本古系図             | 210人から214人     | 但し東海大学蔵本の現存部分のみだと202人                                |
| 学習院大学蔵本古系図     | 215人              |                                                                        |
| 伝後光厳院筆本古系図     | 235人              |                                                                        |

この人数を常磐井和子が唱えた「系図に収録されている系譜部分の人数が少ないほど古く原型に近いものである」とする法則に当てはめると、この為定本系図は増補本系統の代表的な伝本である為氏本古系図の177人よりもはるかに多く、さらには混成本系統の代表的な伝本とされる正嘉本の210人から214人よりもさらに多い、現存する諸伝本の中では最も増補され発展した形態に属すると位置づけることが出来るものである。

また系譜の後に列挙される「不入系譜」などと称される系譜の不明な人物の数についても
- 秋香台本古系図　55人（女2人・男14人・僧4人・女35人）
- 為氏本古系図　97人（男57人・僧3人・女37人）
- 為定本古系図　104人（男61人・僧4人・女39人）
- 神宮文庫本　109人（男・僧・女・尼）
- 実秋本古系図　117人（男43人・女66人・僧8人）
- 天理図書館本　125本（男・女・尼・僧）
- 天文本古系図　125本（男・僧・女）
- 後光厳院本　220人（男88人・僧16人・女114人・尼2人）
- 正嘉本古系図　252本（男100本・僧23人・女129人）

となっており、「不入系譜」部分に掲載された人物のみの人数では正嘉本を下回るものの、系譜部分に記された人物の数と「不入系譜」の人数を併せた全体の人物の数についてはこの後光厳院本が古系図諸本の中でも最大級のものである。